# Leonora Castaño Cano
Leonora Castaño Cano és una pagesa i defensora dels drets de les dones colombiana, refugiada política a Espanya des de 2003. Va ser inclosa en la campanya global Valiente d'Amnistia Internacional, que es va posar en marxa el maig de 2017 i l'objectiu de la qual era augmentar el reconeixement i la protecció a les persones defensores els drets humans en el món.

## Trajectòria
Castaño prové d'una família pagesa molt pobra, de catorze germans, dos dels quals van morir víctimes del conflicte armat colombià. La seva mare, una dona sense estudis però amb unes conviccions molt clares sobre el significat de la solidaritat va ser l'encarregada de la salut a la comunitat on vivien i on arribaven els malalts de la zona per a què els curés.
El 1973, Castaño va començar la seva labor, després va formar-se a l'Escuela de Radio de Sutatenza Boyacá. Allí es va unir a l'Associación Nacional d'Usuarios Campesinos (ANUC), on, al cap d'un any de col·laboració, va ser triada per al Secretariat de Dones. Amb aquest lloc, va guanyar experiència per contribuir després en la Unidad Campesina i tornar per treballar a nivell local i regional a la Vall del Cauca, on va treballar per la creació de la Fundación para el Desarrollo Campesino (FUNDECA).
Durant tres anys va formar part del Consejo Nacional de Planeación mentre completava els seus estudis d'administració d'empreses en economia solidària. Durant el zenit del conflicte colombià, l'Asociación Nacional de Mujeres Campesinas, Negras e Indígenas de Colombia (ANMUCIC) va patir atacs de paramilitars, amenaces i diversos membres van ser assassinats. Castaño va participar en les sessions de la Comissió Interamericana de Drets Humans per a aconseguir major protecció per a les dones defensores dels drets humans. Al desembre de 2003, va abandonar el país i va marxar a Espanya amb el seu company i els seus dos fills amb el suport d'Amnistia Internacional i la Comissió Colombiana de Juristes, a causa de l'empitjorament de les condicions humanitàries i dels drets humans al país així com les constants amenaces que rebia.

## Reconeixements
El 2004, Castaño va rebre el premi Voces Valientes que atorga la Comissió de Dones i Nens Refugiats. Al març de 2018, va rebre el reconeixement de les autoritats valencianes com a defensora dels drets humans i com a líder polític i social. A l'abril de 2018, va ser reconeguda pel consolat de Colòmbia com a víctima del conflicte armat colombià en la commemoració del Dia de les Víctimes.
Al maig de 2017, Amnistia Internacional va posar en marxa la campanya Valiente l'objectiu de la qual era augmentar la presència de les defensores de drets humans a la Viquipèdia. D'aquesta forma, es va incloure a Castaño al costat d'altres activistes com Alba Teresa Higueras, defensora colombiana dels drets humans i de la dona; Alba Villanueva, activista espanyola pel dret a la llibertat d'expressió; Alejandra Jacinto, advocada espanyola pel dret a l'habitatge; Arantxa Mejías, activista espanyola pel dret a l'habitatge; Asha Ismail, activista keniana contra la mutilació genital femenina; La Colectiva, associació de dones colombianes i espanyoles refugiades, exiliades i migrades.